# Остин (Невада)
Остин (енгл. Austin) насељено је место без административног статуса у америчкој савезној држави Невада.

## Демографија
По попису из 2010. године број становника је 192.
| Група             | 2000.    | 2010.       |
| Белци             | 0 (0,0%) | 171 (89,1%) |
| Афроамериканци    | 0 (0,0%) | 0 (0,0%)    |
| Азијати           | 0 (0,0%) | 1 (0,5%)    |
| Хиспаноамериканци | 0 (0,0%) | 18 (9,4%)   |
| Укупно            | 0        | 192         |